# خطوط إيرتران الجوية
خطوط إيرتران الجوية أو إيرتران إيرويز، هي شركة طيران أمريكية منخفضة التكلفة، يقع مقرها في دالاس، تكساس، و هي شركة فرعية لشركة خطوط ساوث ويست الجوية، و تقوم بأكثر من 700 رحلة يوميا.

## الأسطول
يتكون أسطول إيرتران إيرويز من الطائرات التالية اعتبارا من سبتمبر 2013.

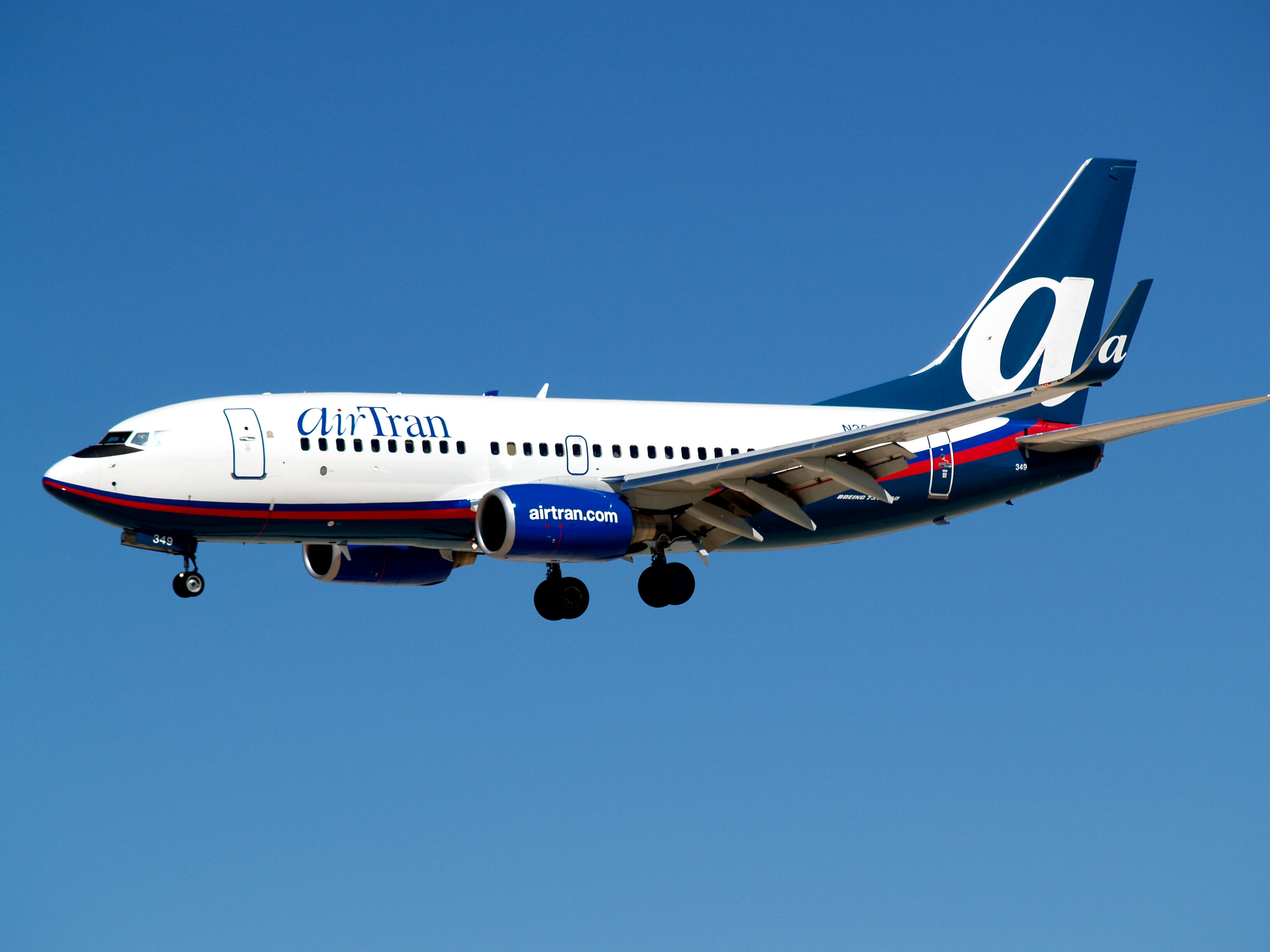
إيرتران إيرويز بوينغ 737-700.

| الطائرة       | المجموع | الطلبيات | الركاب            | الركاب            | الركاب  | ملاحظات                                     |
| الطائرة       | المجموع | الطلبيات | درجة رجال الأعمال | الدرجة الإقتصادية | المجموع | ملاحظات                                     |
| ------------- | ------- | -------- | ----------------- | ----------------- | ------- | ------------------------------------------- |
| بوينغ 717-200 | 82      | —        | 12                | 105               | 117     | يتم التخلص منها تدريجيا و تنتهي في عام 2015 |
| بوينغ 737-700 | 38      | —        | 12                | 125               | 137     | تتحول تدريجيا نحو خطوط ساوث ويست الجوية     |
| المجموع       | 123     | —        |                   |                   |         |                                             |